# Museo Nacional de la Unidad, Ibadan
El Museo Nacional de la Unidad (en inglés: National Museum of Unity) es un museo etnográfico situado en Ibadan (Nigeria). Está dedicado a la cultura de los diferentes grupos étnicos de Nigeria.

## Historia
La idea de crear un museo nacional en Idaban fue propuesta en 1973. El museo fue creado para almacenar artefactos culturales de Nigeria. El museo fue inaugurado en 2002 bajo la supervisión de la Comisión Nacional de Museos y Monumentos. En 2014, se organizó el Día de los Monumentos en el museo con un enfoque en el estado de los monumentos en Nigeria. En diciembre de 2017, el museo realizó una colaboración con OBAS para una exposición cultural. En 2018, el museo inauguró un nuevo centro de exposiciones para promover el turismo en el estado de Oyo, esta exposición presentaba artefactos como una figurilla Yoruba Shigidi, Máscara de cabeza Mumuye, Gallo de Benín hecho de Bronce y Campanas metálicas Edo.

## Colecciones
La galería de disfraces presenta exhibiciones sobre Egunguns, Mmaawun, Ekpo, Egwu Atta, Dodo y Ekpe, así como información sobre la espiritualidad de las culturas Yoruba, Igbo, Efik, Ibibio y Ebira. El museo también contiene instrumentos musicales como tambores, así como regalías, efigies y máscaras de diferentes partes de Nigeria. El museo tiene una exhibición de cerámica que incluye ollas en forma de cuenco llamadas Kula que se usan para preparar comida. El museo contiene esculturas de Nnamdi Azikwe, Tafawa Balewa y Ladoke Akintola, así como exhibiciones sobre las tribus Hausa, Igbo y Yoruba de Nigeria. Además, el museo contiene antigüedades como representaciones artísticas de Orisa Oko, Ile Ori, muñecas Orisa Ibeji, ollas de barro Amu utilizadas para almacenar agua, lámparas tradicionales conocidas en Yoruba y Hausa como Fitila y xilófonos de madera. El museo también contiene gongs y sonajeros, así como una colección de cerámica que incluye platos y cuencos tradicionales. El museo contiene una colección de vasijas rituales usadas en la religión yoruba incluyendo Esu, Ogun y Osun. El museo contiene textiles tradicionales, así como exhibiciones que explican la historia de Aso-Oke. El museo contiene el automóvil del Primer Ministro de la Región Occidental, Ladoke Akintola. El museo también contiene artefactos culturales como máscaras Epa, figuras de esteatita Esie, así como una colección de instrumentos africanos tradicionales que incluyen tambores Ogboni, Agidigbos y tambor Egun Sato. El museo contiene una galería llamada "Galería de la Unidad", en la que se exhiben el tambor cilíndrico llamado "Joko-tofofo", utilizado para curar la impotencia. Además, en la galería de cerámica, hay ollas con perforaciones utilizadas para freír llamadas "Ikoko".